# Bataille de Hefei (208)
Pour les articles homonymes, voir Bataille de Hefei.
Campagne de la Falaise Rouge
Batailles
Changban • Sud est de Xiakou • Falaise rouge • Yiling • Jiangling • Bataille de Hefei (208)
La bataille de Hefei (chinois simplifié : 合肥之战 ; chinois traditionnel : 合肥之戰 ; pinyin : Héféi Zhī Zhàn), qui fait partie intégrante de la campagne de la Falaise rouge, se déroule entre la fin de l'an 208 et le début l'an 209, à la fin de la dynastie Han. Elle oppose les seigneurs de guerre Cao Cao et Sun Quan.

## Situation avant la bataille
Pendant le onzième mois lunaire de l'an 208, Cao Cao est vaincu par Sun Quan et Liu Bei, lors de la bataille de la Falaise rouge. Mais malgré cette défaite, il a encore à sa disposition une grande armée, qui est en garnison dans la partie nord de la province de Jing. Le mois suivant, le général Zhou Yu, qui est aux ordres de Sun Quan, lance une attaque contre la ville de Jianging (江陵), qui est défendue par Cao Ren, un cousin de Cao Cao.

## La bataille
Simultanément, Sun Quan mène personnellement une attaque contre la forteresse que Cao Cao possède à Hefei et qui est défendue par Liu Fu. En agissant ainsi, Quan tente d'obliger Cao à se battre simultanément sur deux fronts, dans l'ouest et le Nord. Sun Quan envoie également Zhang Zhao attaquer les commanderies de Dangtu (當塗) et Jiujiang (九江), mais ce dernier échoue.
Lorsque Cao Cao est mis au courant de l'attaque, il envoie une armée de secours commandée par Zhang Xi (張喜) pour aider les défenseurs de Hefei. La bataille s'enlise et les combats se poursuivent jusqu'au début de l'an 209, sans que Sun Quan n'arrive à s'emparer de Hefei. Pour tenter de débloquer la situation, Sun Quan décide de diriger personnellement une charge de cavalerie légère contre l'ennemi. Immédiatement, son général Zhang Hong le met en garde contre les conséquences d'un tel plan : « l'utilisation de l'armée est un mouvement offensif, les batailles sont dangereuses. Maintenant que le moral de notre armée est élevé, si nous lançons soudainement une attaque féroce, les troupes seront déçues. Même s'il est possible de tuer les généraux ennemis, de capturer leurs drapeaux et d'inoculer la peur en eux, il s'agit d'une mission à effectuer par un général subalterne, et non pas le commandant en chef. J'espère que vous pouvez contrôler votre zèle et votre courage, et connaître les stratégies d'un roi-conquérant.» Sun Quan écoute les conseils de Zhang Hong et annule son plan.
Comme Hefei avait été constamment attaqué pendant plusieurs mois, tout en subissant de fortes pluies, les murs de la forteresse commençaient à s'effondrer. Comprenant le danger de la situation, Liu Fu ordonne à ses hommes d'utiliser de la paille et des feuilles de palmier pour couvrir les fissures dans les murs, avant que les troupes de Quan ne les repèrent. Pendant la nuit, Liu Fu fait allumer des torches pour éclairer la zone située au-delà des remparts de Hefei, afin de pouvoir observer les mouvements de l'ennemi et préparer les défenses en conséquence. Mais malgré toutes ces précautions, Li Fu commence à être à court d'options pour résister à Sun Quan, car l'armée de secours de Zhang Xi n'est toujours pas arrivée. Voyant la détresse de son maitre, Jiang ji, un adjoint de Liu Fu (蔣濟), suggère de tromper l'ennemi en faisant croire aux troupes de Sun Quan que les renforts sont déjà arrivés à Hefei. Liu Fu approuve ce plan et les deux hommes l'appliquent de manière méthodique. Ils répandent des fausses nouvelles disant que l'armée de secours de Zhang Xi a atteint Yulou (雩婁) et qu'elle est forte de 40 000 hommes, ils envoient un fonctionnaire pour soi-disant recevoir Zhang Xi et font sortir de Hefei trois officiers avec des fausses lettres destinées aux pseudo-renforts. Le plan fonctionne parfaitement, car un seul des trois officiers retourne à la forteresse et les deux autres sont capturés par les hommes de Sun Quan, qui trouvent les lettres sur eux. Après avoir lu ces lettres, Sun Quan est persuadé que les renforts de Zhang Xi sont effectivement arrivés et ordonne à ses troupes de brûler le camp puis de se retirer en hâte.

## Conséquences
Traditionnellement, la bataille de Jiangling et l'échec du siège de Hefei marquent la fin de la campagne de la Falaise rouge, puisque, dans les deux cas, les confrontations cessent et la bataille devint un siège.
Finalement, Liu Bei et Sun Quan s'emparent du Sud de la province de Jing, pendant que Cao en conserve l’Extrême-Nord.

## Ordre de bataille
| - Inspecteur de la Province de Yang (揚州刺史) Liu Fu. Est responsable de Hefei jusqu'à la fin de l'an 208, après le repli de Sun Quan.. - Officier subalterne préposé à la Province de Yang (揚州別駕) Jiang Ji (蔣濟). Est responsable de Hefei jusqu'à la fin de l'an 208, après le repli de Sun Quan. - Général Zhang Xi (張喜), commande une armée de secours de 1 000 soldats pour aider Hefei. | - Général Qui Extermine les Barbares (破虜將軍) Sun Quan. Lance une attaque contre Hefei depuis Chaisang. - Chef Clerc (長史) Zhang Zhao, attaque Dangtu. - Chef Clerc (長史) Zhang Hong, adjoint de Sun Quan durant l'attaque de Hefei. |

## La bataille dans leRoman des Trois Royaumes
Cette bataille est décrite dans le chapitre 53 du Roman des Trois Royaumes, un roman historique écrit par Luo Guanzhong. Selon ce roman, c'est lors de cette bataille que meurt Taishi Ci, un des généraux de Sun Quan. Dans ce chapitre, Taishi Ci propose à Sun Quan un plan impliquant un homme nommé Ge Ding (戈定), qui était de la même ville natale que lui. Ge Ding et un déserteur de Hefei doivent tuer Zhang Liao, avant d'ouvrir les portes de la ville pour laisser rentrer l'armée de Sun Quan. Cette nuit-là, Ge Ding et le déserteur déclenchent un incendie dans la ville pour créer le chaos, mais ils sont capturés et exécutés. Zhang Liao comprend le plan de ses ennemis et décide de le tourner contre eux en mettant en place une embuscade avant d'ouvrir les portes pour attirer les troupes de Sun Quan. Pendant ce temps, en dehors de Hefei, Taishi Ci voit l'incendie et pense que c'est un signal de Ge Ding indiquant qu'il a réussi. Comme les portes s'ouvrent, Taishi Ci rentre dans la ville avec ses troupes et tombe dans l'embuscade. Frappé par plusieurs flèches, Ci est attaqué par derrière par des troupes commandées par Li Dian et Yue Jin. Aidé par Dong Xi, Taishi Ci s'échappe de justesse, avant de mourir des suites de ses blessures, dans le camp de Sun Quan, à l'âge de 41 ans.

### Historicité
Les chroniques de l'époque ne mentionnent aucun détail sur la mort de Taishi Ci n'a été fourni dans les dossiers historiques. Sa biographie présente dans le Sanguozhi mentionne simplement qu'il est mort à l'âge de 41 ans, durant la 11e année de l'ère Jian'an, ce qui correspond à l'an 206, soit environ deux ans avant que la bataille n'ait eu lieu.